# Murmeldjur
Murmeldjur (Marmota) är ett släkte inom ekorrfamiljen (Sciuridae), som i sin tur är en undergrupp i ordningen gnagare. Murmeldjur är ett lånord från tyskan som i sin tur är bildat av de latinska orden mus montis (bergsmus).

## Kännetecken
Med en kroppslängd mellan 30 och 60 centimeter är murmeldjur jämförelsevis stora gnagare. Därtill kommer en 10 till 25 centimeter lång svans. Vikten ligger mellan tre och sju och ett halvt kilogram. Pälsens färg är beroende på art men är vanligen brunaktig. Arten Marmota vancouverensis är helt svart. Hos Marmota olympus blir den bruna pälsen under våren och tidiga sommaren blekare och i augusti är den gulaktig.
Kroppen är undersätsig och kindpåsar saknas. Öronen är mycket små och pupillen rund. Tummen är bara rudimentär, med ofullständig klo. Tredje framtån är längst och svansen kort och yvig.

## Utbredning och habitat
I Europa lever murmeldjur i alpina bergstrakter (till exempel Alperna, Karpaterna och Pyrenéerna). Även i Asien finns murmeldjur som har anpassat sig till höga bergsområden men vanligast är där att murmeldjuren lever på stäpper. I Amerika finns de flesta arterna i subarktiska regioner. Skogsmurmeldjuret förekommer i stora delar av centrala och nordöstra Nordamerika. Murmeldjur finns alltså bara i tempererade och kalla regioner av norra halvklotet och saknas i varma områden.

## Levnadssätt
Murmeldjur skapar komplexa tunnelsystem under jorden. Det finns permanenta gångar, tunnlar som används för tillfällig flykt och "döda gångar". Gångarna kan vara mellan 10 och 70 meter långa, men den längsta uppmätta tunneln hade en längd av 113 meter. Under sommaren ligger boets djupaste delar cirka en meter under markytan och de som används för vinterdvalan kan vara 5 till 7 meter djupa.
Arterna är aktiva på dagen och vistas huvudsakligen på marken. Deras förmåga att klättra i träd och buskar är mindre välutvecklad. Födan utgörs främst av gräs och örter men de äter även frukter, frön och insekter. Murmeldjurens simförmåga varierar mellan arterna. Ett skogsmurmeldjur iakttogs när det korsade en 1 km bred flod.

### Socialt beteende
Angående deras sociala beteende finns större skillnader mellan de olika arterna. Skogsmurmeldjuret lever ensamt och försvarar sitt bo mot artfränder. Hos gulbukigt murmeldjur lever en hanne tillsammans med flera honor. Hannen är aggressiv mot artfränder av samma kön och jagar bort andra hannar när de visar sig för nära boet. Ungar av hankön får stanna cirka två år i föräldrarnas revir.
De flesta murmeldjur lever liksom alpmurmeldjuret (M. marmota) i kolonier som bildas av ett alfapar och deras yngre släktingar. Två år efter födelsen lämnar vuxna individer kolonin. Hannar provar att etablera en egen koloni genom att driva bort alfahannen från en existerande koloni. Sedan dödas alla främmande ungar i kolonin. För att kommunicera har murmeldjur olika läten som påminner om fågelläten.
De flesta murmeldjur parar sig kort efter vinterdvalan. Dräktigheten varar i cirka 30 dagar och sedan föder honan mellan två och fem ungar. Honor av arter som lever ensamma har vanligen fler ungar än honor i kolonier. Hos några arter som Marmota olympus har honor bara vartannat år en kull. Nyfödda ungar väger ungefär 30 g och de stannar allmänt en månad i boet. Efter ytterligare två veckor slutar honan med digivning. Könsmognaden infaller efter två till tre år. Alpmurmeldjur kan under goda förhållanden leva 13 till 15 år.

### Vinterdvala
Arterna i släktet håller allmänt lång vinterdvala som oftast varar mellan 6 och 7 månader, ibland upp till 9 månader. Däremot går sydliga populationer av skogsmurmeldjuret bara 6 till 8 veckor i ide. Bon polstras med gräs och individerna rullar ihop sig. Före övervintringen äter de mycket och skapar fettreserver. Under vinterdvalan andas de bara två gånger per minut och hjärtat slår bara 20 gånger per minut (istället för 200 gånger under den vakna tiden). Energiförbrukningen är 90 % mindre och därför behövs bara 1 200 gram fett för att klara sig över vintern. Vinterdvalan påbörjas när maten på hösten blir näringsfattig samt när fettcellerna är uppfyllda. På så sätt somnar de några veckor före den egentliga vintern. De vaknar när yttertemperaturen är tillräckligt varm.

## Systematik och evolution
Det finns 14 arter som lever på norra halvklotet.
- Alpmurmeldjur (Marmota marmota), Alperna, Karpaterna, Tatrabergen, införd i Pyrenéerna.
- Stäppmurmeldjur (bobak) (Marmota bobak), östra Europa och Centralasien.
- Marmota camtschatica, nordöstra Sibirien.
- Marmota sibirica, södra Sibirien, Mongoliet.
- Långsvansat murmeldjur (Marmota caudata), Centralasien.
- Bergsmurmeldjur (Marmota baibacina), Mongoliet, Kazakstan, Xinjiang.
- Menzbiermurmeldjur (Marmota menzbieri), Tianshan.
- Marmota himalayana, Himalaya.
- Skogsmurmeldjur (Marmota monax), Kanada, norra USA.
- Marmota broweri, norra Alaska.
- Grått murmeldjur (Marmota caligata), Alaska, British Columbia, Washington.
- Gulbukigt murmeldjur (Marmota flaviventris), sydvästra Kanada, västra USA.
- Marmota olympus, på halvön Olympic i nordvästra USA.
- Vancouvermurmeldjur (Marmota vancouverensis), Vancouver Island.

Systematiken är delvis omstridd, och några arter som lever i Asien räknas av vissa zoologer som underarter till stäppmurmeldjuret.
De äldsta fossilen från murmeldjur finns från miocen (för 23 till 5,3 miljoner år sedan) och dessa individer levde i Nordamerika. Först under pleistocen (för 1,8 miljoner till 11 500 år sedan) kom arter av släktet till Eurasien.

## Murmeldjur i kulturen
På flera ställen i USA och Kanada firas 2 februari den så kallade Groundhog Day, Murmeldjursdagen, som i Europa huvudsakligen är känd genom filmen med det svenska namnet Måndag hela veckan.

## Bildgalleri

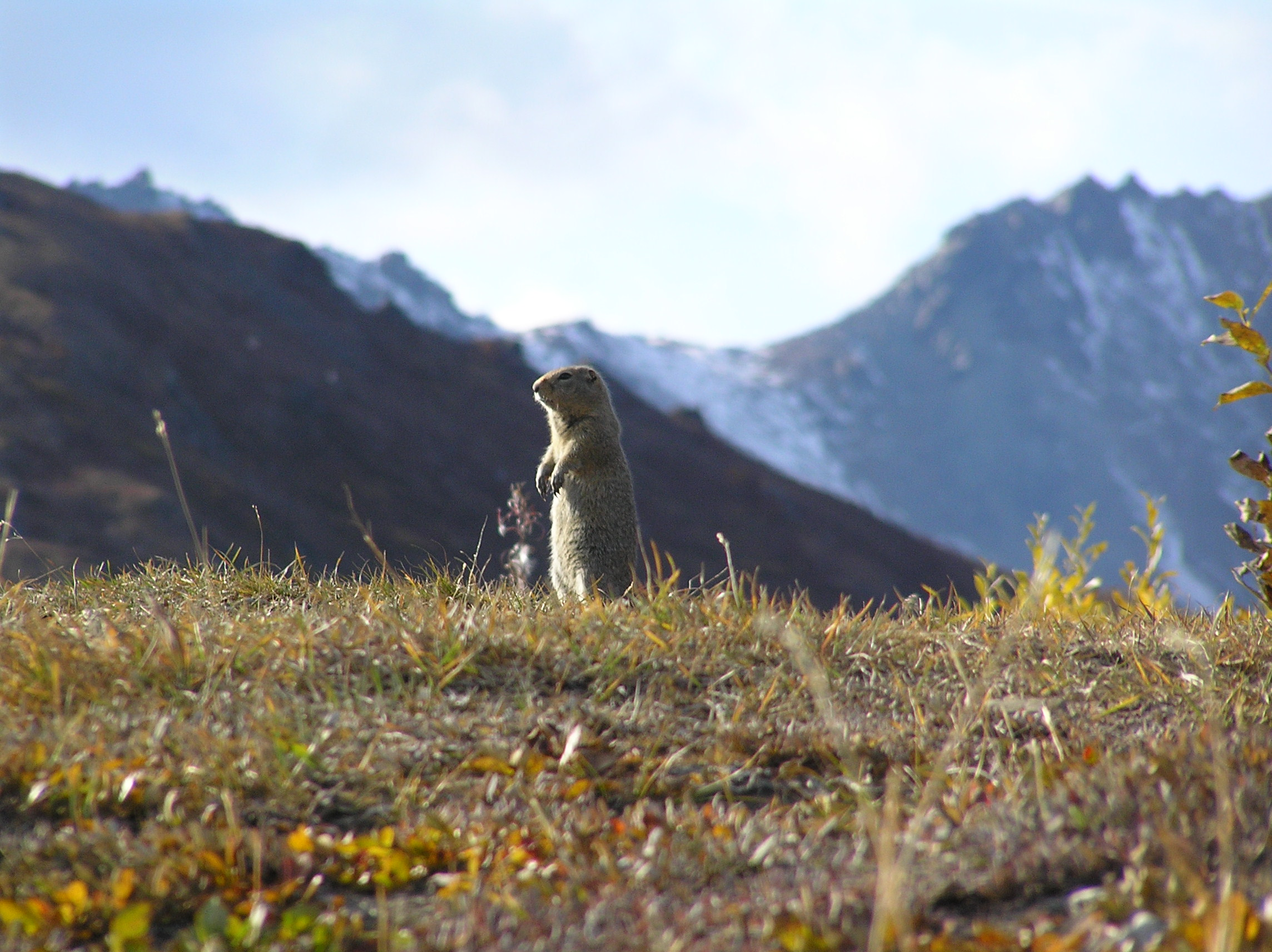
Marmota broweri
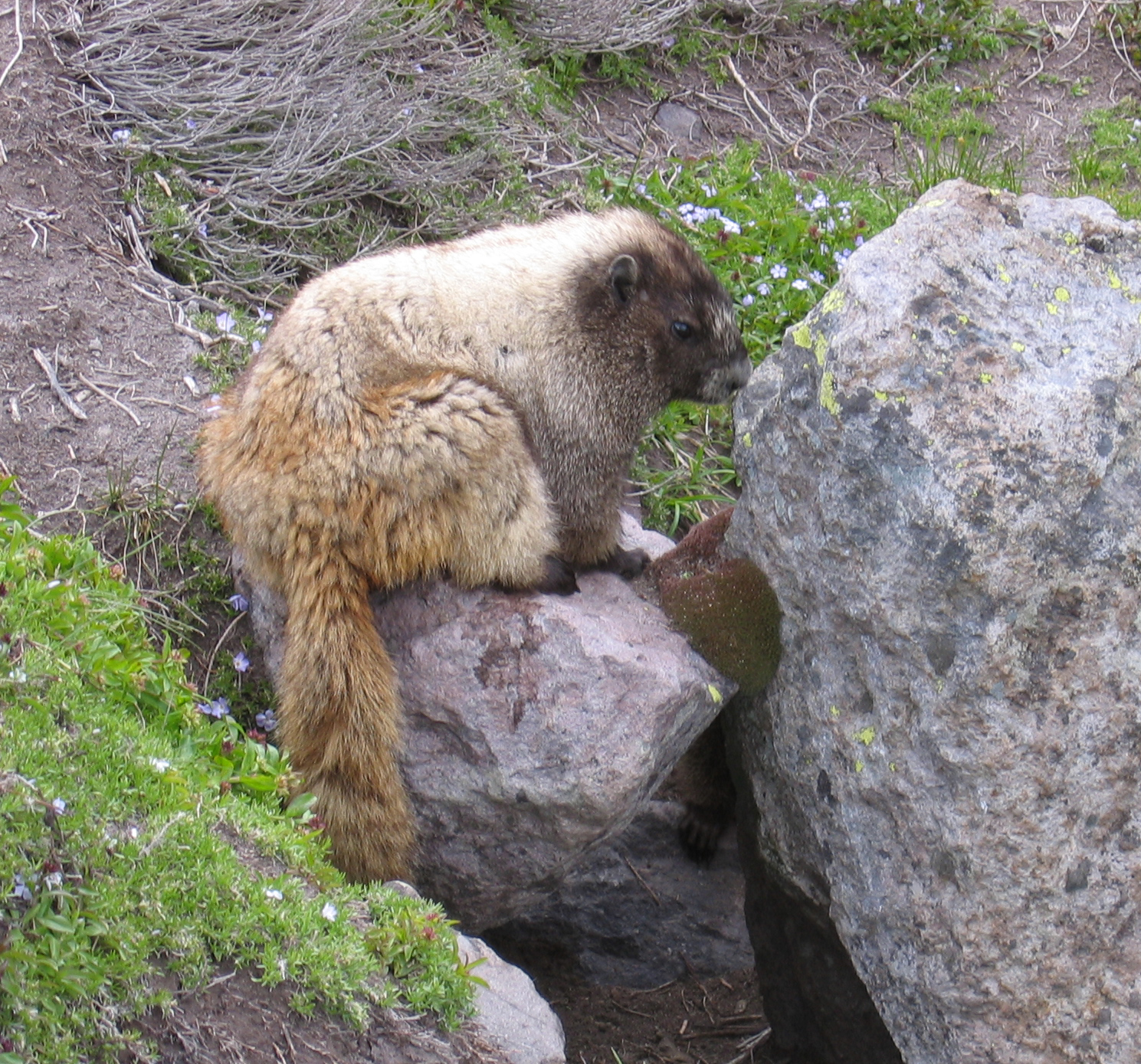
Grått murmeldjur (Marmota caligata)
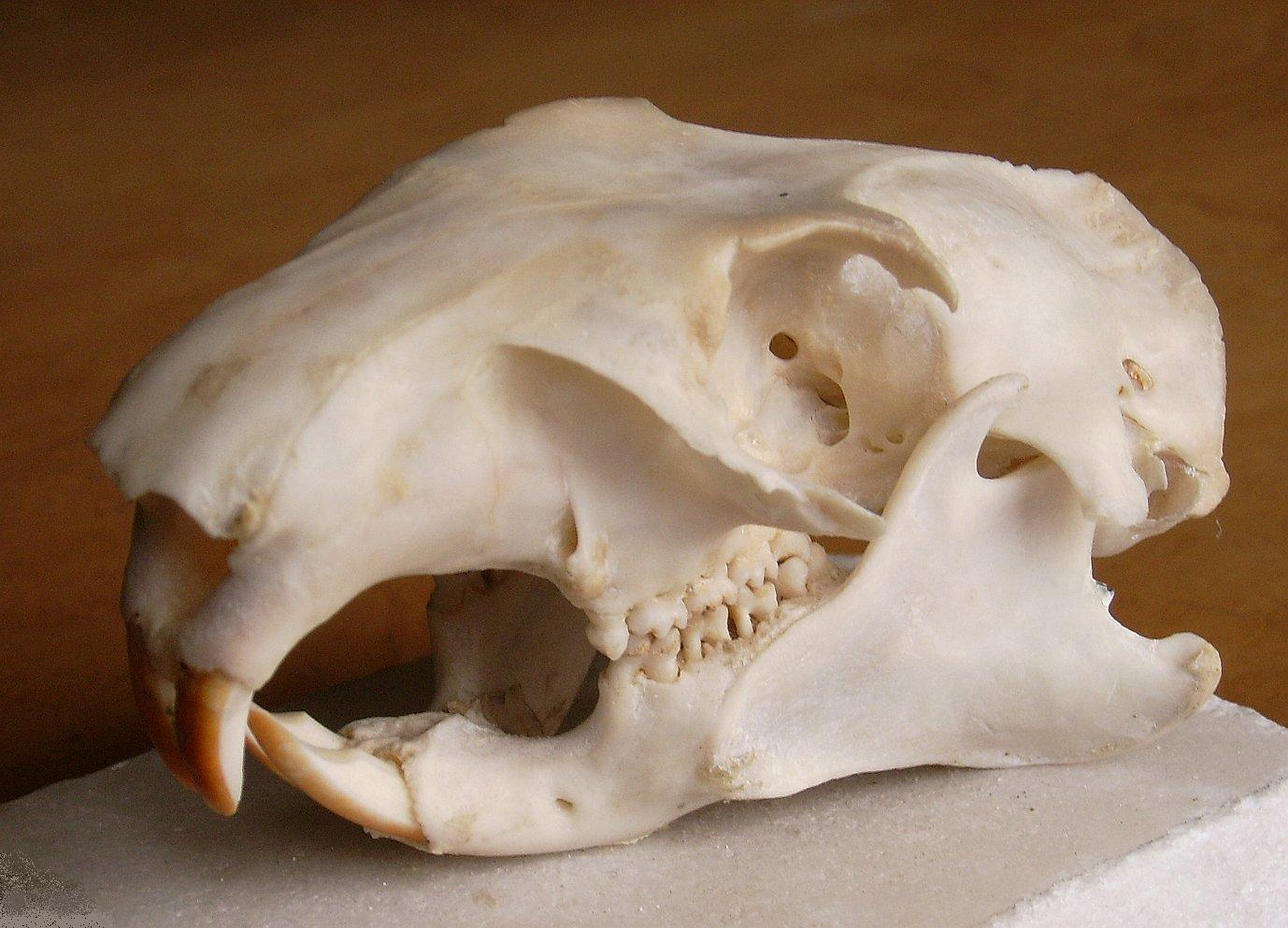
Skalle av murmeldjur
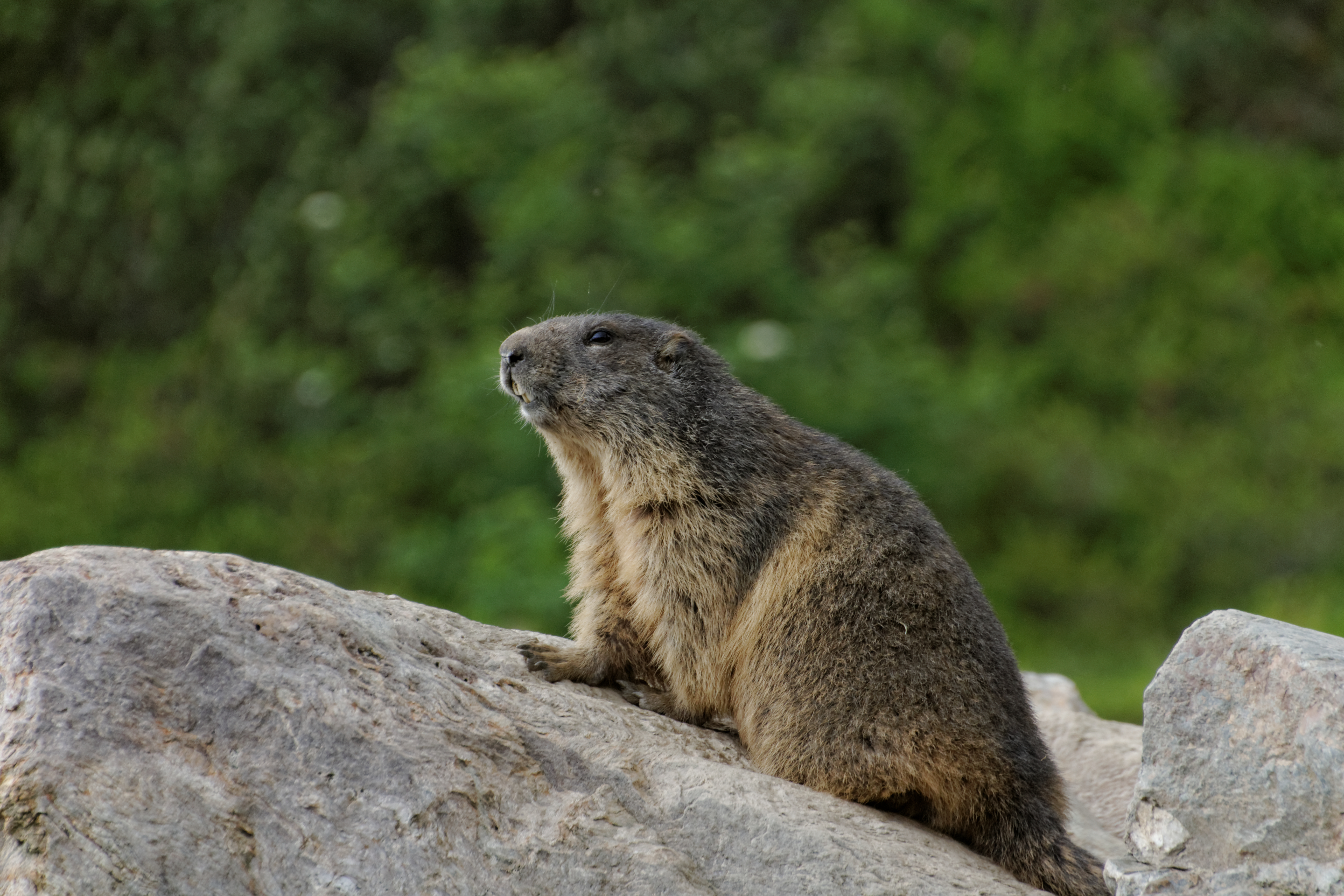
Alpmurmeldjur i Österrike

## Murmeldjur och människor
Människans aktiviteter orsakar olika populationsutvecklingar hos murmeldjur. Skogsmurmeldjuret gynnas genom skogsröjning då den inte föredrar täta skogar. I vissa delar av USA betraktas arten idag som skadedjur. Den äter sädesväxter och tunnlarna förstör markens struktur så att betesdjur och jordbruksmaskiner bryter genom.
Andra arter minskar däremot i beståndet. Alpmurmeldjuret har försvunnit från delar av utbredningsområdet. Päls av murmeldjur används för kläder. Stäppmurmeldjuret var därför nästan utdött omkring 1920 men beståndet återhämtade sig.
IUCN listar Marmota menzbieri som sårbar (VU) och Marmota vancouverensis som akut hotad (CR).